# Aseksualiteit

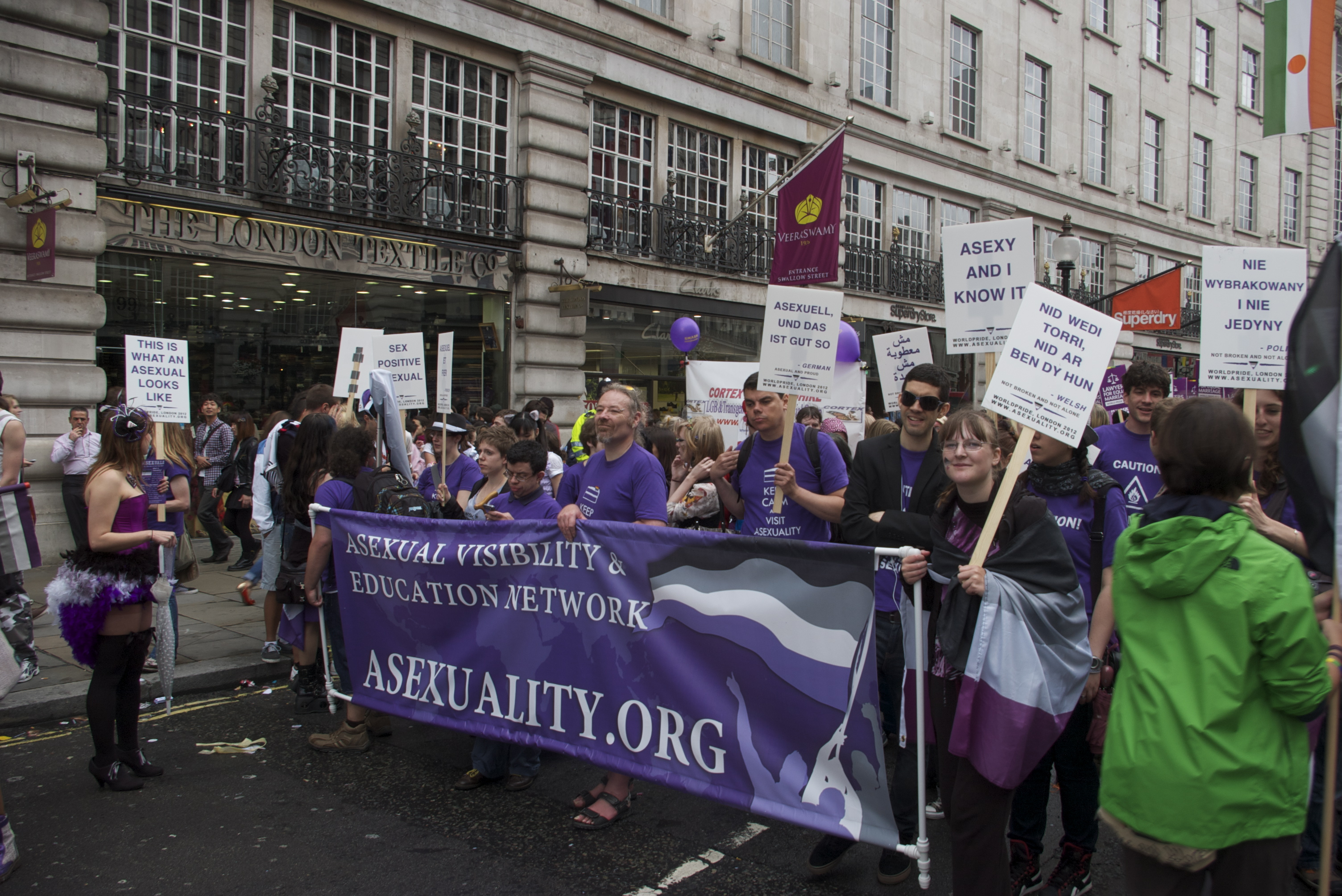
Aseksuele deelnemers aan de optocht van de WorldPride in Londen in 2012

Aseksualiteit wordt door de Nederlandse Organisatie Aseksualiteit (NOA) gedefinieerd als 'het niet of amper ervaren van seksuele aantrekking naar andere personen'. Door sommigen wordt aseksualiteit ook wel aangeduid als het ontbreken van een seksuele geaardheid, hoewel dat door aseksuelen soms als inaccuraat wordt gezien. Volgens een vaak aangehaald percentage zou 1% van de bevolking aseksueel zijn. Er is echter nog onvoldoende onderzoek gedaan om dit percentage voldoende te onderbouwen.
Aseksualiteit verschilt van vrijwillige en bewuste vormen van seksuele onthouding, zoals het celibaat, en van gedwongen afzien van seks als gevolg van een ziekte of handicap. Ook komt, net als bij andere seksuele oriëntaties, aseksualiteit niet per definitie overeen met gedrag. Zo hebben sommige aseksuelen, hoewel ze geen seksuele aantrekkingskracht of verlangen ervaren, toch seksuele relaties. Ook zegt het niet per se iets over het aangaan van romantische relaties. Personen die (ook) geen romantische aantrekkingskracht voelen, worden aangeduid met aromantisch. Sommige aseksuelen maken gebruik van het Split Attraction Model (SAM), hierbij wordt een onderscheid gemaakt tussen romantische en seksuele geaardheid. Zo kan iemand die aseksueel is aangeven tot wie hij/zij zich romantisch aangetrokken voelt. 
Er zijn verschillende vormen van aseksualiteit. Demiseksuelen voelen alleen seksuele aantrekkingskracht voor iemand waar zij een sterke emotionele band mee hebben, en grijsseksuelen (greysexuals) voelen zelden seksuele aantrekkingskracht. 
De term aseksualiteit wordt ook gebruikt om ongeslachtelijke voortplanting in organismen aan te duiden.

## Onderzoek naar aseksualiteit
Halverwege de twintigste eeuw beoordeelde Alfred Kinsey individuelen op een schaal van 0 tot 6 op basis van hun seksuele geaardheid van heteroseksueel tot homoseksueel. Hij had ook een categorie "X": mensen zonder seksuele contacten of reacties. Hij labelde 1,5% van de mannelijke populatie als X. In Kinseys tweede boek, Sexual Behavior in the Human Female, bracht hij verslag uit van de onderverdeling van groep X. De resultaten uit dit onderzoek waren als volgt: ongetrouwde vrouwen: 14-19%, getrouwde vrouwen: 1-3%, voorheen getrouwde vrouwen: 5-8%, ongetrouwde mannen: 3-4%, getrouwde mannen: 0%, en voorheen getrouwde mannen: 1-2%.
Het in 1977 uitgegeven rapport getiteld "Asexual and Autoerotic Women: Two Invisible Groups", van Myra T. Johnson, is waarschijnlijk het eerste rapport gericht op aseksualiteit. Johnson definieerde aseksuelen als mannen en vrouwen die ondanks fysieke of emotionele conditie, seksuele geschiedenis, burgerlijke staat of ideologie, liever geen seksuele handelingen verrichten.
Johnsons onderzoeksmateriaal bestaat vooral uit brieven, gevonden in vrouwenbladen en geschreven door aseksuele/auto-erotische vrouwen. Ze concludeert dat het hier een onzichtbare groep betreft en dat de maatschappij hun bestaan ontkent of negeert, of staat erop dat ze zo geworden zijn door geloofsovertuiging, of vanwege neurotische of politieke redenen.
Meer empirische data over aseksualiteit verscheen in 1994. Een onderzoeksteam uit het Verenigd Koninkrijk hield een enquête bij 18.876 Britten, vanwege de komst van de aids-pandemie. De studie bevatte een vraag over seksuele aantrekkingskracht, waarop 1,05% van de ondervraagden antwoordde nooit seksuele aantrekkingskracht tot wie dan ook te hebben gevoeld.
De studie van dit fenomeen werd voortgezet door de Canadese seksualiteitsonderzoeker Anthony Bogaert in 2004, die aseksuelen bestudeerde in een serie studies.
In 1994 in een in de Verenigde Staten uitgevoerde studie vulden sommige mensen in het afgelopen jaar geen seks of partner te hebben gehad: 11,9% van de volwassenen, 9,8% van de mannen en 13,6% van de vrouwen. Voor mensen zonder partner of seks in de afgelopen 5 jaar waren deze percentages : 8,0% van de volwassenen, 7,1% van de mannen en 8,7% van de vrouwen. Tijdens het gehele volwassen leven was het aantal partners 0 voor 2,9% van de volwassenen, 3,4% van de mannen en 2,5% van de vrouwen.
Het Kinsey Instituut sponsorde een kleine studie over het onderwerp in 2007, die concludeerde dat mensen die zichzelf als aseksuelen beschouwden een stuk minder dwang voelden om seks te hebben met een partner, minder opgewonden raakten en minder seksuele gevoelens hadden. Ze verschilden echter niet veel van niet-aseksuelen in hoe vaak ze masturbeerden.

## In Nederland
In de enquête "De Staat van het Land", een onderzoek van vijftien regionale dagbladen uit 1991, gaf 1,5% van de mannen en 2,7% van de vrouwen aan aseksueel te zijn.
Volgens het Centraal Bureau voor de Statistiek was in 2023 0,7% van de mannen en 1,2% van de vrouwen aseksueel.

## Voorzieningen
De belangen van aseksuele mensen worden vooralsnog niet door de algemene lhbt-belangenorganisaties als het Nederlandse COC of het Vlaamse çavaria vertegenwoordigd. Specifieke organisaties voor en door aseksuelen zijn in Nederland de Nederlandse Organisatie Aseksualiteit (opgericht op 9 november 2019) en in België de non-profit organisatie Asexual (opgericht op 15 januari 2020).
Het belangrijkste internationale platform voor aseksuelen is het in 2001 door de Amerikaanse activist David Jay opgerichte Asexual Visibility and Education Network (AVEN), dat informatieve websites en bijbehorende internetfora in verschillende talen omvat, waaronder het Nederlands.
Vanuit AVEN werd tijdens de WorldPride van 2012 in Londen de eerste International Asexuality Conference georganiseerd. De tweede conferentie vond plaats op 29 juni 2014, tijdens de WorldPride in Toronto. Met zo'n 250 deelnemers, waarvan een deel ook in de prideparade meeliep, was dat de grootste bijeenkomst van aseksuelen tot dan toe.
AVEN heeft de laatste week van oktober uitgeroepen tot Asexual Awareness Week of Ace Week, bedoeld om door voorlichting en andere activiteiten internationaal bewustwording voor het fenomeen en de verschillende varianten van aseksualiteit te creëren. Daarnaast is 6 april de Internationale Dag van Aseksualiteit (IDA), waarop de verschillende vormen van aseksualiteit onder de aandacht worden gebracht.

## Symbolen
Aseksuelen hebben geen vaststaand of algemeen aanvaard symbool, zoals bijvoorbeeld de homogemeenschap de roze driehoek en de regenboogvlag heeft. Wel zijn er door de jaren heen door aseksuele gemeenschappen verschillende symbolen in gebruik gekomen, de één meer bekend en populair dan de ander. 

### Logo

De aseksualiteit- of AVEN-driehoek

Een symbool dat het meest met de aseksuelengemeenschap wordt geassocieerd is de aseksualiteits- of AVEN-driehoek, die oorspronkelijk was ontworpen als logo van het Amerikaanse Asexual Visibility and Education Network. De bovenkant van deze driehoek staat voor de schaal van Alfred Kinsey, waarbij de linkerpunt staat voor heteroseksualiteit en de rechterpunt voor homoseksualiteit. De onderste punt staat dan voor aseksualiteit. Het geleidelijke verloop van wit naar zwart symboliseert het "grijze gebied" dat tussen seksualiteit en aseksualiteit bestaat. De driehoek wordt vaak gebruikt in combinatie met een paarse achtergrond of wordt afgebeeld met een paarse rand, waarbij het paars gebruikt wordt als symbolische kleur voor aseksualiteit.
Andere symbolen voor aseksualiteit zijn de schoppen- of hartenaas, waarbij 'aas' (Engels: ace) dan als afkorting gezien wordt van aseksualiteit (asexuality). Hartenaas wordt wel gebruikt voor romantische aseksuelen en schoppenaas voor aromantische aseksuelen. Onder aseksuelen is dit echter zeker geen algemeen aanvaarde regel en beide tekens worden dan ook door elkaar gebruikt. Ook gebak wordt vrij regelmatig als symbool voor aseksualiteit gebruikt, naar aanleiding van de uitdrukking "taart is beter dan seks" (cake is better than sex). Sommige aseksuelen dragen ook wel een zwarte ring om de middelvinger van hun rechterhand.

### Vlag

De aseksualiteitsvlag

In augustus 2010 werd, na een consultatieproces waarbij ook mensen van buiten de AVEN-gemeenschap en niet-Engelssprekende landen werden betrokken, uit een veelheid aan ontwerpen een vlag gekozen die symbool kan gaan staan voor aseksuele trots. Deze vlag bestaat uit vier horizontale banen in de AVEN-kleuren, waarbij de zwarte baan staat voor aseksualiteit, de grijze voor demiseksuelen of "half-seksuelen" (Engels: grey-asexuality and the demisexuals), de witte voor seksualiteit en de paarse baan voor de AVEN-gemeenschap. De vlag ziet men afgebeeld op voorwerpen om aseksuele identiteit en trots uit te dragen, bijvoorbeeld T-shirts, mokken en sieraden.

## In media
De Nederlandse serie Divorce (2012-2016) bevat het aseksuele personage Desiree Severijn. Zij krijgt een relatie met een van de hoofdpersonages, en het gaat dan ook over de problemen die daarbij komen kijken.